# Dunkelflaute

Dunkelflaute över Tyskland från en torsdag till söndag i december 2023.

Dunkelflaute (tyska: [ˈdʊŋkəlˌflaʊtə], översatt: 'dunkel stiltje' alternativt 'mörk stiltje') är en term som används internationellt inom sektorn för förnybar energi för att beskriva en tidsperiod under vilken i princip ingen energi kan genereras med hjälp av vind- och solkraft.

## Meteorologi
En dunkelflaute är definierad till att ha en varaktighet på över en dag. Till skillnad från ett typiskt högtryck är dunkelflaute inte associerad med klar himmel, utan med mycket tätt molntäcke (0,7–0,9), bestående av stratus, stratocumulus och dimma. Särskilt kan låga stratocumulusmoln – ibland med en molnbas på bara 400 meter – med hög albedo minska solinstrålningen med hälften.
I norra Europa härrör dunkelflaute från ett statiskt högtryckssystem som orsakar en extremt svag vind i kombination med mulet väder med stratus- eller stratocumulusmoln. Dunkelflaute brukar förekomma 2–10 gånger per år. De flesta av dessa händelser inträffar från oktober till februari; vanligtvis 50–150 timmar per år (0,5–1,5% av årets timmar), och en enstaka händelse varar vanligtvis upp till 24 timmar.

## Effekter på förnybara elsystem
Fenomenet är ett stort problem för energiinfrastrukturen i de fall då en betydande mängd elektricitet vanligtvis genereras med just förnybara energikällor. Dessa händelser kan förekomma samtidigt över en mycket stor region, men eftersom korrelationen är lägre mellan geografiskt mer avlägsna regioner, så kan multinationella elnätssystem åtminstone delvis vara till hjälp. För att få ihop kraftbalansen under dessa tillfällen måste det finnas andra energikällor med tillräcklig kapacitet, möjlighet till import eller att konsumtionen anpassas.
Som alternativa energikällor används fossila bränslen (kol, olja och gas), vattenkraft eller kärnkraft, och mer sällan energilagring, för att förhindra elavbrott.